# Italo Michele Battafarano
Italo Michele Battafarano (Taranto, 30 luglio 1946) è un germanista, filologo e traduttore italiano.
È attivo anche come comparatista, bibliografo, editore e traduttologo.

## Biografia
Ha studiato lingue straniere all'università di Bari (1970, laurea con lode in letteratura tedesca) e all'università di Münster (1970-1971). Ha svolto il servizio militare in artiglieria (1972-1973). Dal 1974 è stato assistente ordinario di lingua e letteratura tedesca all'Istituto Universitario Orientale di Napoli; dal 1977 è stato professore incaricato all'università di Bari; dal 1980 professore ordinario di lingua e letteratura tedesca a Bari e, dal 1985 al 2016, all'università di Trento. Nel semestre invernale (1981-1982) è stato professore ospite (Gastprofessor) di germanistica all'università di Kiel (Germania).
È stato borsista del "Deutscher Akademischer Austauschdienst" (DAAD, 1970-71, 1981, 2000) e della "Alexander von Humboldt-Stiftung" (1984-1985, 1991, 1998).
È stato socio fondatore e membro del direttivo della "Grimmelshausen-Gesellschaft" (1977-2006).
È stato fondatore e presidente della "Christian Knorr von Rosenroth-Gesellschaft" (1990-2006).
È stato consulente scientifico della "Deutsche Forschungsgemeinschaft" (1999, SFB 1782).

## Opera
Nelle sue ricerche scientifiche ogni asserzione di tipo ideologico sul contesto politico, sociale, economico o confessionale è ricavata da un'attenta analisi dei testi studiati, dei quali l'interprete indaga la dimensione letteraria in versi, epica o drammatica, rimarcando la specificità del genere letterario e l'origine dello stesso nel contesto della cultura europea, per esempio la genesi del sonetto in Germania, dalle prime traduzioni dei sonetti italiani di Campanella all'inizio del Seicento, o delle ottave del Marino tradotte all'inizio del Settecento, senza trascurare le forme dotte più antiche (parabole, prediche, epitaffi giocosi) e quelle popolari della odierna cultura di massa (spy story, graphic novel), anche attraverso il cinema e la televisione.
La letterarietà del testo è indagata anche in relazione alle tematiche politiche e confessionali del primo Cinquecento, a proposito di Lutero e della Riforma protestante fino alla teologia politica nelle due guerre mondiali del Novecento. Alla stessa maniera vengono esaminati i testi della tradizione magico-demoniaca, in particolare quelli che hanno proclamato la caccia alle streghe e quelli di coloro che, invece, hanno criticato i processi per stregoneria, analizzando i testi giuridici e teologici, anche come elaborazioni linguistiche con una precisa dimensione retorica e letteraria, volta a legittimare la persecuzione di donne innocenti, presunte streghe, da parte di illustri giuristi (Grillando, Bodin, Remigius) e venerati teologi di formazione umanistica (Delrio, Binsfeld) oppure a criticare radicalmente i processi come fece Friedrich Spee nel 1631.
Un filone di ricerca è rivolto alla letteratura sull'Italia in lingua tedesca, elaborata in forme diverse da viaggiatori colti nonché da grandi e grandissimi scrittori di lingua tedesca, che hanno attraversato la penisola, studiato nelle sue università o vi hanno soggiornato a lungo (Lutero e Goethe, innanzitutto) dall'umanesimo in poi, ovvero a quello che in seguito sarà chiamato il mito dell'Italia nella letteratura tedesca.
Fin dalla sua tesi di laurea sul Simplicissimus (1970) ha dedicato particolare attenzione a Grimmelshausen, i cui romanzi contro la guerra sono interpretati come una raffinata elaborazione delle illusioni umane rivolte al monstrum bellico che tutto e tutti rende mostruosi. Di questo autore ha tradotto in italiano, con Hildegard Eilert, il romanzo Vita dell'arcitruffatrice e vagabonda Coraggio (Einaudi, Torino 1977) e pubblicato un'imponente bibliografia in due volumi (2012, 2016) nella quale sono riportate anche le provenienze dei diversi esemplari delle opere di Grimmelshausen stampate dal 1666 in poi.
Altrettanta attenzione è stata dedicata a Christian Knorr von Rosenroth per le sue liriche e per la sua eccezionale opera di mediazione linguistica e culturale delle opere scientifiche del Cinquecento e Seicento in traduzione tedesca nonché per l'imponente opera di mediazione dei testi originali della cabala, tradotti da lui in latino in due volumi (1677-1684) e resi così accessibili ai dotti di tutta l'Europa fino a Walter Benjamin e Gershom Scholem nel primo Novecento.
Si ricordino qui anche le ricerche sui drammi tedeschi con protagonisti della storia italiana (Cola di Rienzo, Masaniello, Cesare Battisti), sul romanticismo tedesco (Wackenroder, Tieck) e sulla Grande Guerra, analizzata nei testi di poeti tedeschi e austriaci che si impegnarono a favore o contro il conflitto.
Ha pubblicato numerosi saggi su autori tedeschi e italiani, noti e poco noti, che hanno avuto nella storia interculturale dei due popoli una straordinaria rilevanza.
Ha fondato e diretto le seguenti collane di libri scientifici:
1. Apollo. Studi e testi di germanistica e di comparatistica, Reverdito, Trento, dal 1988.
2. Iris. Forschungen zur europäischen Kultur, Lang, Bern, dal 1991.
3. Ricerche di germanistica, Università di Trento, Trento, dal 1992.
4. Pegaso. Saggi e testi di cultura europea, Scorpione Editrice, Taranto, dal 1995.
5. Texte und Forschungen zur Germanistik, Università di Trento, Trento, dal 2006.

Ha fondato e diretto la rivista «Morgen-Glantz. Zeitschrift der Christian Knorr von Rosenroth-Gesellschaft» (1991-2006).

### Libri da autore[14]
- Grimmelshausen-Bibliographie 1666-1972 (1975)
- Da Müntzer a Gaismair (1979)
- Von Andreae zu Vico. Untersuchungen zur Beziehung zwischen deutscher und italienischer Literatur (1979)
- Oreste Ferrari (1890-1962). Impegno civile e programma culturale di un germanista (1991)
- L'Italia ir-reale. Antropologia e paesaggio peninsulare nella cultura tedesca (1991)
- Identität und Alterität. Acht Vorträge zur deutschen und italienischen Literatur (1991)
- Spees Cautio Criminalis. Kritik der Hexenprozesse und ihre Rezeption (1993)
- Glanz des Barock. Forschungen zur deutschen als europäischer Literatur (1994)
- L'Italia ir-reale. Descritta dai tedeschi negli ultimi cinque secoli e raccontata agli italiani dal loro punto di vista (1995)
- Die im Chaos blühenden Zitronen. Identität und Alterität in Goethes "Italienischer Reise" (1999)
- Von Linden und roter Sonne. Deutsche Italien-Literatur im 20. Jahrhundert (2000, con Hildegard Eilert)
- Courage. Die starke Frau der deutschen Literatur: Von Grimmelshausen erfunden, von Brecht und Grass variiert (2003, con Hildegard Eilert)
- Il figliuol prodigo secondo Luca, Marino e Grimmelshausen. Con la ristampa del racconto di Grimmelshausen "Der stoltze Melcher" (2005)
- Dell'arte di tradur poesia. Dante, Petrarca, Ariosto, Garzoni, Campanella, Marino, Belli: Analisi delle traduzioni tedesche dall'età barocca fino a Stefan George (2006)
- Cola di Rienzo. Mito e rivoluzione nei drammi di Engels, Gaillard, Mosen e Wagner. Con la ristampa del testo di Friedrich Engels "Cola di Rienzi" (2006)
- Pregiudizi e intuizioni italo-tedesche. Trent'anni di vita italiana nella stampa tedesca, 1976-2006 (2006)
- Mit Luther oder Goethe in Italien. Irritation und Sehnsucht der Deutschen (2007)
- Probleme der Grimmelshausen-Bibliographie. Mit Beispielen der Rezeption (2008)
- Von Andreas Gryphius zu Uwe Timm. Deutsche Parallelwege in der Aufnahme von Italiens Kunst, Poesie und Politik (2009)
- Simpliciana Bellica. Grimmelshausens Kriegsdarstellung und ihre Rezeption 1667-2006 (2011)
- Planet Grimmelshausen. Beschreibende Bibliographie der Werke 1666-2010 (2012, con Hildegard Eilert)
- Il lavoro italiano nella letteratura tedesca secondo Andersch, Archenholtz, Delius, Eichendorff, Freytag, Frisch, Fritz, Goethe, Gundling, Hansjakob, Jandl, Malkowski, Nicolai, Timm (2013)
- Cantori e Critici Tedeschi della Grande Guerra. Dehmel, Ganghofer, George, Hesse, Hofmannsthal, Kraus, Kurz, Lachmann, Leonhard, Mühsam, Nicolai, Rilke, Scheler, Schnitzler, Stramm, Trakl, Zweig (2015)
- Planet Grimmelshausen. Bibliographie der gedruckten Forschungsliteratur 1675-2015 (2016, con Hildegard Eilert)
- Quando il Barone Della Rosa Rossa incontrò a Norimberga la zingara Coraggio. Dialogo semiserio / Als Cristian Knorr von Rosenroth der Zigeunerin Courage in Nürnberg begegnete. Halbernster Dialog (2016)
- Cesare Battisti, da Kraus in poi. La sua immagine nei paesi di lingua tedesca secondo Bartsch, Dallago, Gatterer, Grote, Hamann, Hautmann, Herre, Hitler, Holzer, Kraus, Liebknecht, Lützow, Mayr, Michels, Mühsam, Orosel, Ronge, Stampfer, Sternberg, Stresemann, Tucholsky, Tumler, Weber (2018)
- Coraggio Rediviva ovvero Simplicissimi Kabbala Denudata. Finzione e scienza intorno a Grimmelshausen e Knorr von Rosenroth. Con un saggio sul "Simplicissimus Redivivus" (2020)

### Libri da curatore[14]
- Friedrich von Spee. Dichter, Theologe und Bekämpfer der Hexenprozesse (1988)
- Italienische Reise – Reisen nach Italien (1988)
- Il picaro nella cultura europea (1989 con Pietro Taravacci)
- Georg Philipp Harsdörffer. Ein deutscher Dichter und europäischer Gelehrter (1991)
- Tomaso Garzoni. Polyhistorismus und Interkulturalität in der frühen Neuzeit (1991)
- Begrifflichkeit und Bildlichkeit der Reformation (1992)
- Deutsche Aufklärung und Italien (1992)
- Über-Setzen. Eine unendliche Aufgabe (1993)
- L'Italia nella poesia tedesca contemporanea (1997)
- Christian Knorr von Rosenroth: Conjugium Phoebi et Palladis. Oder die erfundene Fortpflanzung des Goldes / Chymische Allegorie (2000)
- Christian Knorr von Rosenroth: Apokalypse-Kommentar (2004)
- Il lavoro come professione nella "Piazza universale" di Tomaso Garzoni (2009 con Antonio Castronuovo)
- Il carteggio Paul Heyse – Pio Spezi. Un'amicizia intellettuale italo-tedesca tra Otto e Novecento (2009 con Claudio Costa)
- Grimmelshausen 400. Forschungen, Fiktionen, Erinnerungen und Reflexionen um den Autor und sein Werk 400 Jahre nach seiner Geburt (2022)

## Onorificenze e riconoscimenti
- "Spee-Plakette vom Heimat- und Bürgerverein Kaiserswerth" per le ricerche su Friedrich Spee (1998)[15]
- "Kulturpreis der Stadt Sulzbach-Rosenberg" per le ricerche su Christian Knorr von Rosenroth (1999)[16]
- "Cittadinanza onoraria di Bagnacavallo" per le ricerche su Tomaso Garzoni (1999)[17]
- Socio onorario del "Centro Studi Giuseppe Gioachino Belli" di Roma
- Socio onorario del "Museo Civico" di Trento